# Sarit Arbel
Sarit Arbel (in ebraico שרית ארבל‎?; Eilat, 25 gennaio 1973) è un'ex cestista israeliana.

## Carriera
Con Israele ha disputato due edizioni dei Campionati europei (1991, 2003).